# Publius Sulpicius Rufus
Publius Sulpicius Rufus (124 př. n. l. – 88 př. n. l.) byl římský politik, řečník a tribun lidu  v roce 88  př. n. l., jehož pokusy prosadit kontroverzní zákony za pomoci veřejného násilí pomohly rozpoutat první občanskou válku v Římě. Jeho činnost podnítila hlubokou nenávist mezi Gaiem Mariem a Sullou a poskytla záminku pro Sullův nečekaný pochod s vojskem na Řím.

## Život

### Původ a raná kariéra
Publius Sulpicius Rufus se pravděpodobně narodil v roce 124 př. n. l. Jeho přesný původ je nejasný; není známo, zda byl příbuzný s právníkem a téměř současníkem Serviem Sulpiciem Rufem; podobně jako on by nemusel být patricij, nehledě na jejich shodná rodová jména. Je však pravděpodobné, že byl urozeného původu, protože se osobně znal s některými z nejvýznamnějších aristokratů té doby. Mezi ně patřili řečníci Lucius Licinius Crassus, zvaný Orator a Marcus Antonius, přezdívaný též Orator, Sulpicius byl jejich blízkým přítelem i žákem. Sám Sulpicius začal být považován za jednoho z nejlepších řečníků své generace. Spolu se svými urozenými přáteli, Markem Liviem Drusem (synem odpůrce Gaia Graccha) a Gaiem Aureliem Cottou (strýcem Julia Caesara), tvořil Sulpicius kruh „talentovaných a energických mladých aristokratů“, do kterých starší generace římských senátorů vkládala do budoucnosti velkou naději.
V roce 95 př. n. l. povzbuzen nobilitou a s jejím souhlasem Sulpicius výmluvně, ale nakonec neúspěšné obžaloval bývalého tribuna lidu Gaia Norbana. Bylo  to jeho první velké veřejné vystoupení, v následujících letech pokračoval v práci jako obhájce. Brzy se zapojil do politiky jako blízký spojenec svého přítele Livia Drusa, během jeho pohnutého funkčního období v úřadu tribuna lidu v roce 91 př. n. l.  Zdá se, že se jejich kroužek ztotožnil s myšlenkou uskutečnit umírněné reformy ve vládnoucích vrstvách tak, že by jim samozřejmě udržely moc, ale jejich vládu učinily snesitelnější pro ovládané. Za tímto účelem navrhl Drusus jako tribun několik ambiciózních zákonů, které zahrnovaly přesun obsazování soudních porot z equitů na senátory, udělení plného občanství neklidným spojencům Říma v celé Itálii a rozdělení pozemků a obilí chudině. Aby pomohli Drusovi zajistit kontinuitu jeho reforem, jeho přátelé Aurelius Cotta a Sulpicius souhlasili, že budou v následujících letech kandidovat na tribuny lidu, Cotta v roce 90 př. n. l. a sám Sulpicius v roce 89.

### Pád Drusovy reformy a válka se spojenci
Drusovy pokusy o reformu a snaha uspokojit současně mnoho různých zájmů skončily neúspěchem. Equité energicky vzdorovali jeho návrhům, které je měly vytlačit ze soudních porot, a Drusus nebyl schopen dosáhnout kompromisu přijatelného jak pro ně, tak pro senátorskou nobilitu. Krátce po setkání příznivců reforem ve vile Lucia Licinia Crassa nedaleko Tuskula v září 91 př. n. l., na kterém byl přítomen i Sulpicius, Crassus zemřel, čímž Drusus přišel o svého mentora a hlavního zastánce v senátu. Sám Drusus byl za záhadných okolností zavražděn krátce poté. Italičtí spojenci Říma, kteří viděli, že jejich naděje na získání občanství byly tímto zmařeny, se rozhodli ke vzpouře a zahájili spojeneckou válku.
Krátce po vypuknutí spojenecké války následovalo v reakci equitů na Drususovy legislativní návrhy několik politicky motivovaných žalob. Tribun lidu Quintus Varius Severus ustanovil soud ke stíhání Drusových příznivců na základě obvinění, že svými pokusy uklidnit italické spojence příslibem občanství je úmyslně podnítili ke vzpouře. Sulpiciův přítel Cotta, který měl nastoupit tribunát po Drusovi, předešel odsouzení tím, že raději odešel do vyhnanství; sám Sulpicius se stíhání vyhnul pravděpodobně jen proto, že bezprostředně nastoupil vojenskou službu proti italickým vzbouřencům.  Sulpicius sloužil ve válce jako legát, ale jeho činnost během ní není s jistotou známa.

### Tribun lidu (89–88 př. n. l.)
Brzy poté Sulpicius podpořil Gaia Maria a populáry, což byl krok, který současníci považovali za jeho překvapivý úplný politický obrat; Marcus Tullius Cicero například poznamenal, že „Sulpicius, jehož odpor proti neplatné kandidatuře Gaia Julia na konzulát  byl zpočátku plně oprávněný, byl nakonec větrem lidové podpory zanesen mnohem dále, než zamýšlel zajít.“ Sulpicius byl silně zadlužen a zdá se, že mu Marius přislíbil finanční pomoc v případě, když se zasadí o jeho jmenování do vrchního velení ve válce proti Mithridatovi, do kterého byl ale již předtím zvolen Sulla. Aby zajistil Mariovo jmenování, Sulpicius navrhl nový volební zákon, kterým by volební právo kromě nových italických spojenců obdrželi i propuštěnci (a tím přehlasovali staré voliče). Většina senátu se proti návrhu ostře postavila; konzulové Sulla a Quintus Pompeius Rufus chtěli jeho přijetí zabránit a vyhlásili justitium, ale Marius se Sulpiciem podnítili v Římě nepokoje a konzulové ve strachu o své životy justitium stáhli. Sulpiciovy návrhy se staly zákonem a s pomocí nových voličů bylo velení ve válce přiděleno Mariovi, který byl v té době pouhý privatus, nezastával žádný volený úřad.
Sulla, který tehdy setrvával u vojska v Nole, v reakci na odebrání jeho velení obrátil své legie a bezprecedentně s nimi pochodoval na Řím. Marius a Sulpicius, kteří by se Sullově armádě nedokázali postavit, uprchli z města. Mariovi se po jistých obtížích zdařil útěk ke svým veteránům do Afriky, ale Sulpicius byl objeven ve vile v Laurentu a zabit. Jeho hlava byla poslána Sullovi, vystavena nabodnuta na kopí na foru a všechny jeho zákony byly zrušeny.

## Hodnocení
Zdá se, že Sulpicius byl původně umírněným reformátorem, který se ale tlakem okolností stal jedním z vůdců lidové revolty. V roce 95 př. n. l. obžaloval bouřlivého tribuna Gaia Norbana a odporoval návrhu na zrušení soudních rozsudků lidovým shromážděním, neobával se ani vyvolat nepřátelství rodu Juliů tím, že se postavil proti nezákonné kandidatuře na konzulát Gaia Julia Caesara Strabona. Ten totiž nikdy nebyl ani praetorem, a proto byl ke konzulátu nezpůsobilý. Sulpiciovy návrhy volebního zákona, pokud jde o Italiky, byly nezbytným krokem ke spravedlnosti, byly však prosazeny násilím.
Cicero – tehdy mladý muž – téměř denně viděl Sulpicia jako tribuna mluvit na foru a hodnotil ho jako schopného řečníka. O jeho schopnostech napsal:
Byl zdaleka nejdůstojnějším ze všech řečníků, které jsem slyšel, a takříkajíc nejtragičtější; jeho hlas byl pronikavý, ale zároveň sladký a jasný; jeho gesta byla plná půvabu; jeho jazyk byl rychlý a výmluvný, ale nikoliv mnohomluvný nebo rozvláčný; snažil se napodobit Crassa, ale postrádal jeho kouzlo.
Marcus Tullius Cicero, Brutus, 203
Sulpicius nezanechal žádné písemné projevy; ty, které nesly jeho jméno, napsal řečník Publius Canutius.
Cicero ho představil v roli účastníka dialogu ve svém spisu O řečníkovi (De oratore).